# Charles Kingsley
Charles Kingsley (12. června 1819, Holne, hrabství Devon, Anglie – 23. ledna 1875, Eversley, hrabství Hampshire, Anglie) byl anglikánský kněz, univerzitní profesor, historik a spisovatel. Byl přítelem Charlese Darwina.
Studoval na King's College London a univerzitě v Cambridge. V roce 1859 byl ustanoven kaplanem královny Viktorie. V následujícím roce byl jmenován profesorem moderní historie na cambridgeské univerzitě. V roce 1861 se stal soukromým učitelem prince z Walesu, budoucího krále Eduarda VII.
V letech 1870–1873 byl kanovníkem chesterské katedrály, poté kanovníkem Westminsterského opatství.
| „                  | Chováme se, jakoby pohodlí a luxus byly nejvyššími životními potřebami. A přitom jediné, co nám stačí k opravdovému štěstí, je najít něco, co v nás vzbuzuje nadšení. | “ |
| — Charles Kingsley | |   |

## Dílo
- Yeast, román (1848)
- Saint's Tragedy, drama
- Alton Locke, román (1849)
- Twenty-five Village Sermons (1849)
- Cheap Clothes and Nasty (1850)
- Phaeton, or Loose Thoughts for Loose Thinkers (1852)
- Sermons on National Subjects (1. díl, 1852)
- Hypatia, román (1853)
- Glaucus, or the Wonders of the Shore (1855)
- Sermons on National Subjects (2. díl, 1854)
- Alexandria and her Schools (1854)
- Westward Ho!, román (1855)
- Sermons for the Times (1855)
- The Heroes, Greek fairy tales (1856)
- Two Years Ago, román (1857)
- Andromeda and other Poems (1858)
- The Good News of God, kázání (1859)
- Miscellanies (1859)
- Limits of Exact Science applied to History (1860)
- Town and Country Sermons (1861)
- Sermons on the Pentateuch (1863)
- The Water-Babies (1863)
- The Roman and the Teuton (1864)
- David and other Sermons (1866)
- Hereward the Wake: "Last of the English", román (1866)
- The Ancient Régime (1867)
- Water of Life and other Sermons (1867)
- The Hermits (1869)
- Madam How and Lady Why (1869)
- At Last: a Christmas in the West Indies (1871)
- Town Geology (1872)
- Discipline and other Sermons (1872)
- Prose Idylls (1873)
- Plays and Puritans (1873)
- Health and Education (1874)
- Westminster Sermons (1874)
- Lectures delivered in America (1875)